# Holland Festival
Het Holland Festival (HF) is het grootste internationale podiumkunstenfestival van Nederland. Elk jaar in juni toont het festival op een groot aantal locaties in Amsterdam alle disciplines binnen de podiumkunsten: theater, muziek, dans, muziektheater en diverse interdisciplinaire vormen. Hierbij wordt bewust gezocht naar aansluiting bij andere genres, zoals beeldende kunst, digitale kunst en film.

## Ontstaan
Het Holland Festival is in 1947 opgericht, vlak na de Tweede Wereldoorlog. Door het tonen van nationale en internationale kunst richtte het festival de aandacht op internationale samenwerking en uitwisseling. In dezelfde periode werden in andere landen dergelijke initiatieven ontplooid: in 1947 werden het Festival d’Avignon opgericht en het Edinburgh International Festival, in 1948 Aldeburgh Festival en de Wiener Festwochen. Het Holland Festival is er nog altijd van overtuigd dat kunst niets aan relevantie verloren heeft: het verbreedt de horizon, verrast, leidt tot discussie en dwingt om de tijd te nemen ergens over na te denken.
Het Holland Festival ziet zichzelf als een platform voor belangwekkende artistieke prestaties en ontwikkelingen, en als een initiator gericht op bijzondere producties en activiteiten, die niet door andere kunstinstellingen in Nederland worden gerealiseerd. Het festival gaat daarbij samenwerkingen aan met instellingen en kunstenaars op elk continent, en bereikt daarmee een publiek van kenners en professionals tot incidentele liefhebbers, jong en oud, met cultureel diverse achtergronden. Het festival heeft als doel deskundig grensverleggende ideeën te verspreiden, met het accent op vernieuwing, zonder de cultuurgoederen te verwaarlozen. Ook streeft het festival naar een inspirerende uitstraling op de podiumkunsten in binnen- en buitenland, waarbij klassieke en hedendaagse muziek, opera, klassiek en eigentijds theater, dans, muziektheaterproducties, popmuziek, wereldmuziek, film en incidenteel presentaties van diverse beeldende kunstvormen de toon zetten.

## Locaties
Locaties in Amsterdam vormen de hoofdmoot, zoals Internationaal Theater Amsterdam, Nationale Opera & Ballet (Stopera), Muziekgebouw, het Concertgebouw, Carré, Westergasfabriek, Bimhuis, Frascati, Park Frankendael, met daarnaast onder meer het EYE Film Instituut Nederland.

## Directie
Festivaldirecteuren waren Peter Diamand (1948-1965), Jaap den Daas (1965-1975), Frans de Ruiter (1975-1985) Ad 's-Gravesande (1984-1990), Jan van Vlijmen (1991-1997), Ivo van Hove (1998-2004), Pierre Audi (2005-2014) en Ruth Mackenzie (2014-2018). Sinds september 2018 heeft het Holland Festival een Directeur-Bestuurder die zowel artistiek als zakelijk verantwoordelijk is. Deze rol werd vervuld door Annet Lekkerkerker. Haar functie als algemeen directeur is vanaf september 2019 overgenomen door Emily Ansenk.

## Programma
Sinds het festival van 2019 nodigt het Holland Festival jaarlijks één of twee associate artists uit om zich voor één editie te verbinden aan het festival. Holland Festival toont nieuw werk van de associates, maar kijkt ook met hen naar kunstenaars met wie zij zich artistiek verwant voelen, en naar inspiratiebronnen, thema’s en ambities. Samen met het Holland Festivalprogrammateam geven zij gestalte aan een gedeelte van het festivalprogramma van dat jaar.